# ويليام هنري بيلي
ويليام هنري بيلي (بالإنجليزية: William Henry Bailey)‏ هو سياسي أمريكي، ولد في 22 يناير 1831، وتوفي في 13 يونيو 1925. انتخب عضو مجلس نواب كارولينا الشمالية.